# Liste der Kreisstraßen im Main-Tauber-Kreis
Diese Liste führt die Kreisstraßen im baden-württembergischen Main-Tauber-Kreis auf. Die Zuständigkeit für den Straßen- und Brückenbau sowie den Betrieb und die Unterhaltung der Kreisstraßen liegt beim Straßenbauamt des Main-Tauber-Kreises. Straßenmeistereien gibt es in Bad Mergentheim (mit einem Stützpunkt in Weikersheim und einem Winterstützpunkt in Creglingen), Tauberbischofsheim (mit einem Stützpunkt in Boxberg) und Wertheim-Bestenheid (mit einem Salzsilo in Külsheim).
Die insgesamt 85 Kreisstraßen des Main-Tauber-Kreises haben eine Gesamtlänge von 463 Kilometern.

## Abkürzungen
- K: Kreisstraße
- L: Landesstraße

## Liste
Die Kreisstraßen behalten die ihnen zugewiesene Nummer nicht bei einem Wechsel in einen anderen Stadt- oder Landkreis. Nicht vorhandene bzw. nicht nachgewiesene Kreisstraßen sind kursiv gekennzeichnet, ebenso Straßen und Straßenabschnitte, die unabhängig vom Grund (Herabstufung zu einer Gemeindestraße oder Höherstufung) keine Kreisstraßen mehr sind.
Der Straßenverlauf wird in der Regel von Nord nach Süd und von West nach Ost angegeben.
| Nr.    | Verlauf |
| ------ | --- |
| K 2800 | L 511 in Zimmern – K 2804 – Messelhausen – K 2801 – Deubach – K 2847 |
| K 2801 | – Marbach – K 2802 – Messelhausen – K 2800 – K 2804 – Vilchband – L 511 in Unterwittighausen |
| K 2802 | Kützbrunn – K 2803 – K 2801 |
| K 2803 | L 511 – K 2802 in Kützbrunn |
| K 2804 | K 2800 in Zimmern – K 2801 |
| K 2805 | (WÜ 38 im Landkreis Würzburg, Bayern) – Landesgrenze – Bernsfelden – – Landesgrenze – (WÜ 63 im Landkreis Würzburg, Bayern) |
| K 2806 | (WÜ 39 im Landkreis Würzburg, Bayern) – Landesgrenze – in Simmringen |
| K 2807 | L 511 in Unterwittighausen – Landesgrenze – (WÜ 36 im Landkreis Würzburg, Bayern) |
| K 2808 | L 511 in Oberwittighausen – Landesgrenze – (WÜ 35 im Landkreis Würzburg, Bayern) |
| K 2809 | L 511 – Ihmet – Landesgrenze – (WÜ 34 im Landkreis Würzburg, Bayern) |
| K 2810 | L 578 – Paimar – K 2811 – K 2883 in Krensheim |
| K 2811 | L 578 in Gerchsheim – Schönfeld – K 2882 – K 2810 – Paimar – Grünsfeldhausen – Grünsfeld – K 2883 – L 511 |
| K 2814 | / – Distelhausen – L 512 – |
| K 2815 | K 2880 in Hochhausen – L 506 in Tauberbischofsheim |
| K 2816 | L 504 – Dienstadt – L 504 |
| K 2817 | L 2297 in Werbachhausen – Brunntal |
| K 2819 | (WÜ 11 im Landkreis Würzburg, Bayern) – Landesgrenze – L 506 in Werbach |
| K 2820 | K 2880 in Uissigheim – K 2881 |
| K 2821 | K 2824 – L 506 in Niklashausen |
| K 2822 | L 506 in Bronnbach – K 2823 – K 2824 – Landesgrenze – (WÜ 11 im Landkreis Würzburg, Bayern) |
| K 2823 | K 2822 – Höhefeld |
| K 2824 | K 2878 – K 2825 – K 2822 – K 2821 – Landesgrenze – (WÜ 11 im Landkreis Würzburg, Bayern) |
| K 2825 | L 2310 in Dertingen – Kembach – K 2878 – K 2824 |
| K 2826 | Lindelbach – K 2878 in Urphar |
| K 2827 | L 506 – Waldenhausen |
| K 2829 | L 508 in Vockenrot – K 2879 – Sachsenhausen – Dörlesberg – Hundheim – L 508 – Tiefental – Landesgrenze – (St 537 in Bayern) |
| K 2830 | K 2831 – Wessental – L 507 – Sonderriet – L 508 |
| K 2831 | K 2879 – Rauenberg – K 2830 – Ebenheid – Landesgrenze – (MIL 21 im Landkreis Miltenberg, Bayern) |
| K 2832 | L 511 in Lauda – in Königshofen |
| K 2833 | Beckstein – |
| K 2834 | (K 3909 im Neckar-Odenwald-Kreis) – Kreisgrenze – Kreisstraße ohne Anschluss an eine klassifizierte Straße – Kreisgrenze – (K 3909 im Neckar-Odenwald-Kreis) – Kreisgrenze – K 2893 – Pülfringen – K 2884 |
| K 2835 | K 2837 – Buch am Ahorn – L 579 – K 2836 – L 578 in Heckfeld |
| K 2836 | K 2893 in Gissigheim – K 2835 |
| K 2837 | L 514 – Eubigheim – K 2835 – Uiffingen – K 2838 – Wölchingen – K 2839 in Boxberg |
| K 2838 | L 579 in Kupprichhausen – K 2837 in Uiffingen |
| K 2839 | L 514 in Berolzheim – K 2885 – Angeltürn – Boxberg – – K 2837 – Epplingen – in Schweigern |
| K 2840 | L 514 – Hohenstadt – Kreisgrenze – (K 3907 im Neckar-Odenwald-Kreis) |
| K 2841 | – Schwabhausen – L 514 – Kreisgrenze – (K 3961 im Neckar-Odenwald-Kreis) |
| K 2842 | L 513 in Bobstadt – K 2877 – Windischbuch – L 514 – Kreisgrenze – (K 2315 im Hohenlohekreis) |
| K 2845 | – Hachtel – K 2887 |
| K 2846 | – Lillstadt |
| K 2847 | in Unterbalbach – K 2800 – Oberbalbach – K 2848 – Landesgrenze – (WÜ 37 im Landkreis Würzburg, Bayern) |
| K 2848 | K 2847 – Neubronn – Harthausen – K 2849 – – Neuses – K 2850 – L 1001 in Schäftersheim |
| K 2849 | K 2848 in Harthausen – Reckerstal – Holzbronn – in Igersheim |
| K 2850 | L 2251 in Igersheim – K 2848 in Neuses |
| K 2851 | K 2888 in Apfelbach – in Herbsthausen |
| K 2852 | K 2888 in Markelsheim – Rüsselhausen – Herrenzimmern – K 2853 in Pfitzingen |
| K 2853 | L 2251 in Elpersheim – K 2858 – Bronn – K 2857 – Pfitzingen – K 2852 – K 2856 – Adolzhausen – K 2855 – K 2854 – |
| K 2854 | K 2853 – – Kreisgrenze – (K 2307 im Hohenlohekreis) |
| K 2855 | K 2853 in Adolzhausen – Eichhof – L 1020 – Ermershausen – Kreisgrenze – (K 2656 im Landkreis Schwäbisch Hall) |
| K 2856 | L 1020 in Niederstetten – Sichertshausen – Kreisgrenze – (K 2540 im Landkreis Schwäbisch Hall) |
| K 2857 | K 2853 in Bronn – Honsbronn – Laudenbach – L 1001 – K 2861 – Neubronn – K 2860 – Oberndorf – Standorf |
| K 2858 | L 1001 in Weikersheim – K 2853 |
| K 2860 | L 1003 in Neubronn – K 2857 |
| K 2861 | K 2857 in Laudenbach – K 2862 – K 2863 – L 1020 in Rinderfeld |
| K 2862 | K 2861 – Ebertsbronn – K 2863 – K 2864 in Wermutshausen |
| K 2863 | K 2862 in Ebertsbronn – K 2861 |
| K 2864 | L 1001 in Vorbachzimmern – Wermutshausen – K 2862 – K 2865 – L 1020 |
| K 2865 | K 2864 in Wermutshausen – L 1020 in Niederstetten |
| K 2866 | K 2891 in Heimberg – Hachtel – Kreisgrenze – (K 2528 im Landkreis Schwäbisch Hall) |
| K 2867 | L 1005 – Lichtel – L 1020 in Oberrimbach |
| K 2868 | K 2869 – L 1005 in Schmerbach |
| K 2869 | L 2251 in Archshofen – K 2868 – Finsterlohr – Schonach – Wolfsbuch – Weiler – L 1020 |
| K 2871 | L 2251 in Creglingen – Schirmbach – K 2872 – K 2894 in Frauental |
| K 2872 | L 2256 – Reinsbronn – K 2871 |
| K 2873 | Erdbach – K 2894 |
| K 2875 | L 2256 – Niedersteinach – Frauental – K 2894 – Landesgrenze – (NEA 49 im Landkreis Neustadt an der Aisch-Bad Windsheim, Bayern) |
| K 2876 | (NEA 47 im Landkreis Neustadt an der Aisch-Bad Windsheim, Bayern) – Landesgrenze – (NEA 47 im Landkreis Neustadt an der Aisch-Bad Windsheim, Bayern) |
| K 2877 | – K 2842 – L 513 – L 514 – |
| K 2878 | L 2310 – Urphar – K 2826 – K 2824 – Dietenhan – Kembach – K 2825 – Landesgrenze – (WÜ 60 im Landkreis Würzburg, Bayern) |
| K 2879 | L 2310 – Boxtal – K 2831 – Wessental – L 507 – Nassig – L 508 – Sachsenhausen – K 2829 – L 506 in Reicholzheim |
| K 2880 | L 504 in Külsheim – Uissigheim – K 2820 – K 2881 – Hochhausen – K 2815 – L 506/L 2297 in Werbach |
| K 2881 | L 506 in Gamburg – K 2880 – K 2820 – Eiersheim – L 504 |
| K 2882 | (WÜ 59 im Landkreis Würzburg, Bayern) – Landesgrenze – Kreisstraße ohne Anschluss an eine klassifizierte Straße – Landesgrenze – (WÜ 59 im Landkreis Würzburg, Bayern) – Landesgrenze – L 2297 – Wenkheim – Siedlung Mehlen – Großrinderfeld – L 578 – Ilmspan – K 2811 – K 2883 – Poppenhausen – L 511 in Unterwittighausen |
| K 2883 | K 2811 in Grünsfeld – Krensheim – K 2810 – K 2882 |
| K 2884 | K 2893 – Brehmen – L 579 in Buch am Ahorn |
| K 2885 | K 2839 – – Schillingstadt – L 514 – Kreisgrenze – (K 3966 im Neckar-Odenwald-Kreis) |
| K 2886 | (K 2378 im Hohenlohekreis) – Kreisgrenze – L 514 in Assamstadt |
| K 2887 | – Wachbach – K 2845 – Dörtel – Rot – in Herbsthausen |
| K 2888 | L 2251 in Markelsheim – K 2889 – K 2852 – Apfelbach – K 2851 – |
| K 2889 | L 2251 in Markelsheim – K 2888 in Markelsheim |
| K 2890 | L 1005 in Münster – Streichental – L 1020 |
| K 2891 | L 1020 in Wildentierbach – Heimberg – K 2866 – Kreisgrenze – (K 2660 im Landkreis Schwäbisch Hall) |
| K 2893 | (K 3967 im Neckar-Odenwald-Kreis) – Kreisgrenze – Pülfringen – K 2834 – K 2884 – Gissigheim – K 2836 – in Königheim |
| K 2894 | L 1003/L 2256 – Frauental – K 2875 – K 2871 – Freudenbach – K 2873 – L 2251 in Craintal |